# 梅雅谊
梅雅谊（Bishop Gaetano Mignani, C.M. 1882年8月31日—1973年1月29日），天主教吉安教区主教（1931年10月15日-1973年1月29日），意大利遣使会会士。
1882年8月31日，梅雅谊出生在意大利摩德纳省卡斯泰尔夫兰科埃米利亚。1904年10月27日（21岁）在罗马入遣使会。1905年3月19日，22岁晋升神甫。1923年9月29日到达中國上海，赴江西吉安传教。1928年7月16日（45岁）由教廷任命为天主教吉安府代牧区輔理主教，领Cassandria 主教衔 。1929年2月17日，由江西九江杜保祿主教、江西余江田主教、江西贛州和若望主教祝圣 。1931年10月15日（49岁）任吉安府宗座代牧。1946年4月11日，罗马教廷建立中国圣统制，梅雅谊任吉安教区主教。
梅雅谊主教在1951年6月11日遭驱逐出境。1973年1月29日，梅雅谊主教去世，年90岁。